# ビクトリア・ミグダリスカ
ビクトリア・ミグダリスカ（Viktoriia Migdalska）は、ウクライナの外国語教育者。オデーサ国立大学（オデッサ大学）上級日本語講師を務めるなど、長年にわたりウクライナにおける日本語教育に携わった。2017年にはわが国との友好親善に顕著な功績があった個人として日本国外務大臣表彰を受けた。
2022年ロシアのウクライナ侵攻を受け、次男が暮す京都に避難した。次男と同じく京都情報大学院大学教授となり、「ICTコミュニケーション」の講義を担当。横浜市国際交流協会、京都市国際交流協会、日本ユーラシア協会（京都・大阪）、ロシア語通訳協会（関西支部）やウクライナからの避難民受け入れに協力する自治体などで講演する。
日本に避難したウクライナ人などのための、日本語とウクライナ語を併記した日常会話集を次男とともに執筆、2022年7月に出版された。

## 経歴
- オデーサ第１工作機械製作工場設計部設計技師（設計士１級）,オデーサ第２工場設計部設計技師（設計士１級）
- 元「インテレクト」オデーサ私立学校日本語講師
- 元オデーサ国立大学上級講師（日本語教育）[2]

## 専門分野
- 日本語教育法
- 通訳・翻訳論
- 日本の歴史及び地理

## 業績
- 1986年勤続労働者記章（メダル）受賞
- 2017年日本国外務大臣表彰[1]

## 著書,教材
- ビクトリア・ミグダリスカ,ウラディミール・ミグダリスキー「ウクライナ避難民とコミュニケーションをとるためのウクライナ語会話集」,ドニエプル出版,新風書房,46p,2022年ISBN 9784882699231
- 「日本語基礎文法」（ウクライナ語）
- 「新聞で使われる用語集」（ウクライナ語）
- 「漢字学習におけるワーキングノート」（ウクライナ語）
- 「現代日本語 擬音語・擬態語」（ロシア語）
- 「現代日本語 慣用句・ことわざ」（ロシア語）
- 「現代日本語 四字熟語」（ロシア語）
- 「現代日本語 略語」（ロシア語）
- 「ウクライナ語会話集」（ウクライナ語）

## 講演等
- オデーサ国立東洋西洋文化博物館 日本案内（地理・歴史他）
- オデーサ国立大学 日本事情（歴史・地理・マナー他）
- ロシア語通訳協会関西支部におけるウクライナ語勉強会[5]